# (A)TUA
O (A)TUA é um partido político português. Fundado em 2015 como Partido Unido dos Reformados e Pensionistas (PURP), o partido tem origem na constatação, por parte dos fundadores, de que Portugal não tem “associações de reformados que defendam” os aposentados e os pensionistas, pretendendo assumir-se como a voz política dos membros dessa faixa etária. Assume-se também como representante de todos os que, reformados ou não, estejam contra a austeridade. Não se posiciona nem à esquerda, nem ao centro, nem à direita no espectro político, defende a cidadania e o bem-comum, tendo como público-alvo principal os pensionistas e a defesa dos interesses desse eleitorado. Entregou 8770 assinaturas (acima das 7500 exigidas por lei) no Tribunal Constitucional a 7 de abril de 2015, com o propósito de concorrer às eleições legislativas de 2015.
A sua inscrição no registo dos partidos políticos portugueses foi aceite pelo Tribunal Constitucional a 13 de julho de 2015.
Em abril de 2024 mudou a sua denominação para (A)TUA, mudança de designação com o objetivo de acolher a candidatura de Joana Amaral Dias às eleições europeias de 2024, que acabou por concorrer na lista da Alternativa Democrática Nacional.

## Declaração de Princípios[6]
- O PURP tem como seu primeiro objecto restabelecer a dignidade do povo português, e defender os aposentados, reformados e pensionistas dos constantes ataques do poder, que os escolheram como os seus alvos preferenciais, porque os consideram como os elementos da sociedade mais débeis, inúteis e com elevado peso nas finanças públicas.
- O PURP rege-se pelos princípios constitucionais da democracia e da República, defendendo os valores da dignidade humana, da liberdade, justiça e solidariedade.
- Que sejam apreciados pelos Tribunais competentes os casos duvidosos para que haja transparência!
- Que sejam investigados os casos de corrupção, má gestão e compadrio, pelas entidades de investigação e judiciais, com soluções objectivas e respectivas acusações, e não pelas comissões parlamentares.
- Que haja uma saúde e uma educação igual para todos, e relativamente aos de menores recursos totalmente gratuita;
- Um País mais respeitador da dignidade da pessoa humana e mais solidária, mantendo a promessa de que todos têm a oportunidade de uma vida melhor;
- Pugnar pela não discriminação por razão de idade, raça, religião e género;
- Que seja legislado com urgência a aproximação das reformas/pensões mínimas ao ordenado mínimo nacional.
- Pugnar pelo desenvolvimento das zonas do interior do país votadas ao ostracismo pelos poderes centrais em todos os domínios.
- O PURP na União Europeia defende uma reforma que favoreça a igualdade entre os povos europeus, independentemente da sua nacionalidade, no acesso aos benefícios do progresso.
- Punição severa a todos os que atentem contra a liberdade humana, fruto de actos terroristas e fundamentalistas.
- O PURP defende os princípios de estado direito na observância da garantia dos direitos e liberdade, conforme reconhecidos na Constituição e na Convenção Europeia dos Direitos Humanos.
- O PURP defende intransigentemente a independência do poder político face aos poderes económicos.
- O PURP adota a defesa do ambiente e a promoção do desenvolvimento sustentável, como princípio de precaução para com as gerações futuras.
- O PURP defende, com todo o rigor, o controlo e a regulação de todo o sistema económico e financeiro a nível global, bem como a extinção dos paraísos fiscais.
- O PURP na política externa protege a utilização dos princípios da Carta das Nações Unidas.

## Legislativas 2015
Nas eleições de 2015, realizadas em 4 de outubro desse ano, apesar do número elevado de reformados e pensionistas em Portugal, o partido obteve apenas 13.979 votos, a que correspondeu 0,26% dos votos, não conseguindo eleger qualquer deputado.

## Resultados Eleitorais

### Eleições legislativas
| Data | Líder                                                                     | Cl.                                                                       | Votos                                                                     | %                                                                         | +/-                                                                       | Deputados                                                                 | +/-                                                                       | Status                                                                    |
| ---- | ------------------------------------------------------------------------- | ------------------------------------------------------------------------- | ------------------------------------------------------------------------- | ------------------------------------------------------------------------- | ------------------------------------------------------------------------- | ------------------------------------------------------------------------- | ------------------------------------------------------------------------- | ------------------------------------------------------------------------- |
| 2015 | António Mateus Dias                                                       | 15.º                                                                      | 13 979                                                                    | 0,26 / 100,00                                                             |                                                                           | 0 / 230                                                                   |                                                                           | Extra-parlamentar                                                         |
| 2019 | Fernando Loureiro                                                         | 17.º                                                                      | 11 491                                                                    | 0,22 / 100,00                                                             | 0,04                                                                      | 0 / 230                                                                   |                                                                           | Extra-parlamentar                                                         |
| 2022 | Não concorreu (coligação PPM.PURP rejeitada pelo Tribunal Constitucional) | Não concorreu (coligação PPM.PURP rejeitada pelo Tribunal Constitucional) | Não concorreu (coligação PPM.PURP rejeitada pelo Tribunal Constitucional) | Não concorreu (coligação PPM.PURP rejeitada pelo Tribunal Constitucional) | Não concorreu (coligação PPM.PURP rejeitada pelo Tribunal Constitucional) | Não concorreu (coligação PPM.PURP rejeitada pelo Tribunal Constitucional) | Não concorreu (coligação PPM.PURP rejeitada pelo Tribunal Constitucional) | Não concorreu (coligação PPM.PURP rejeitada pelo Tribunal Constitucional) |
| 2024 | Não concorreu                                                             | Não concorreu                                                             | Não concorreu                                                             | Não concorreu                                                             | Não concorreu                                                             | Não concorreu                                                             | Não concorreu                                                             | Não concorreu                                                             |

### Eleições autárquicas
| Data | Cl.           | Votos         | %             | +/-           | Presidentes CM | +/-           | Vereadores    | +/-           | Assembleias Municipais | +/-           | Assembleias de Freguesias | +/- |
| ---- | ------------- | ------------- | ------------- | ------------- | -------------- | ------------- | ------------- | ------------- | ---------------------- | ------------- | ------------------------- | --- |
| 2017 | 24.º          | 758           | 0,01 / 100,0  |               | 0 / 308        |               | 0 / 2 074     |               | 0 / 6 461              |               | 0 / 27 019                |     |
| 2021 | Não concorreu | Não concorreu | Não concorreu | Não concorreu | Não concorreu  | Não concorreu | Não concorreu | Não concorreu | Não concorreu          | Não concorreu | Não concorreu             |     |

### Eleições regionais

#### Região Autónoma dos Açores
| 2016 | Manuel Borges Moniz | 8.º           | 451           | 0,60 / 200,0  |               | 0 / 57        |               | Extra-parlamentar |               |               |
| 2020 | Não concorreu       | Não concorreu | Não concorreu | Não concorreu | Não concorreu | Não concorreu | Não concorreu | Não concorreu     | Não concorreu | Não concorreu |
| 2024 | Não concorreu       | Não concorreu | Não concorreu | Não concorreu | Não concorreu | Não concorreu | Não concorreu | Não concorreu     | Não concorreu | Não concorreu |

#### Região Autónoma da Madeira
| 2019 | Fernando Manuel Teixeira | 8.º           | 1 766         | 1,2 / 100,0   |               | 0 / 57        |               | Extra-parlamentar |               |               |
| 2023 | Não concorreu            | Não concorreu | Não concorreu | Não concorreu | Não concorreu | Não concorreu | Não concorreu | Não concorreu     | Não concorreu | Não concorreu |